# Alfredo Ruanova
Alfredo Ruanova (Buenos Aires, Argentina, 10 de noviembre de 1919 – ibídem, 4 de septiembre de 1977) cuyo nombre completo era Alfredo Esteban Ruanova y era conocido también como Alfredo Díaz Ruanova, fue un escritor, guionista y productor cuya actividad se inició en el cine de su país y continuó en México, donde estuvo radicado hasta 5 años antes de su fallecimiento.

## Filmografía en Argentina
Producción
- Todos los pecados del mundo  (1972)
- La buscona (1971)
- La cama (1968)
- La perra (1967)
- Muchachos impacientes (1965)

Guionista
- Los chicos crecen (1976)
- Me enamoré sin darme cuenta (1972)
- Todos los pecados del mundo (1972)
- La bastarda (1972)
- La buscona a(1971)
- La cama a(1968)
- La perra (1967)
- Muchachos impacientes (1965)
- Nacidos para cantar (1965)
- La diosa impura (1964)
- Dos basuras (1958)
- La sombra de Safo (1957)
- Alfonsina (1957)
- El mal amor (1955)
- El fantasma de la opereta (1955)
- Vida nocturna (1955)
- Del otro lado del puente (1953)
- Derecho viejo (1951)

Autor
- La obertura (1977)

Argumento
- La diosa impura (1964)
- Vida nocturna (1955)
- El fantasma de la opereta (1955)

## Teatro
Autor
- La razón de mi huida
- Una sombra apenas[4]

## Filmografía de México (parcial)
Guionista
- El profe (1971)
- Tres muchachas de Jalisco (1964)
- El espejo de la bruja (1962)
- Orlak, el infierno de Frankenstein (1960)